# Örtlicher Landwirtschaftsbetrieb
Ein Örtlicher Landwirtschaftsbetrieb (ÖLB) war eine landwirtschaftliche Betriebsform in der DDR in der ersten Hälfte der 1950er-Jahre. Es waren Betriebe, in denen unbewirtschaftete Flächen zusammengefasst wurden, die von den seitherigen Bewirtschaftern nicht mehr bearbeitet worden waren. Sie entstanden nur dort, wo es noch keine Landwirtschaftliche Produktionsgenossenschaft gab, als Übergangsform. Die Flächen der Betriebe gehörten zu einem staatlichen Bodenfonds und unterstanden treuhändischer Verwaltung durch eigens geschaffene Verwaltungsstellen auf Kreisebene. Diese waren verantwortlich für die Bewirtschaftung. Oft waren an einem Ort relativ Einheiten unbewirtschaftet und die Verwaltungsstellen schufen einen Verwaltungsapparat für diese. Bewirtschaftet wurden sie von Landarbeitern, die von einem treuhänderisch eingesetzten, meist SED-nahen, Verwalter geleitet wurden.
Es gab zwei große Gruppen, die ihre Höfe verlassen hatten. Neubauern, die ihre Hofstellen nach kurzer Zeit wieder verließen, weil es ihnen sowohl an Wirtschaftsgebäuden und Betriebsmitteln, wie Saatgut, Dünger, Tieren u. a. mangelte und sie oft auch nicht die nötigen Kenntnisse und Fertigkeiten zur Betriebsführung hatten. Und außerdem DDR-Flüchtlinge, die auf Grund der Verfolgung von, insbesondere größeren und wirtschaftlich erfolgreichen, Einzelbauern in die Bundesrepublik Deutschland geflüchtet waren.
1954 wurde begonnen, sämtliche Örtlichen Landwirtschaftsbetriebe in Landwirtschaftliche Produktionsgenossenschaften umzuwandeln. Die aus ÖLBs entstandenen LPGen hatten meist zu Anfang erhebliche wirtschaftliche Schwierigkeiten, da die verwahrlosten Flächen sich nur mit Mehraufwand rekultivieren ließen. Das war für solche LPGen schwierig, in denen Betriebsleiter mit entsprechenden Fähigkeiten fehlten und in die keine Betriebsmittel und Maschinen aus den Vorgängerbetrieben eingebracht worden waren.